# Ferrari F430
El Ferrari F430 és un automòbil esportiu produït pel fabricant italià Ferrari des de 2004 fins a 2009. El F430 és una versió millorada del Ferrari 360 Modena, al com substitueix. Té motor central darrere longitudinal i tracció posterior; es venia amb carrosseries cupè i descapotable ("F430 Spider"), presentats en 2004 i 2006 respectivament. El F430 té com a principals competidors a l'Audi R8, al Lamborghini Gallardo i al Porsche 911 Turbo.
Posseeix una transmissió manual seqüencial de 6 velocitats tipus F1, que triga 150 mil·lèsimes de segon a canviar de marxa. El F430 posseeix cinc configuracions de maneig diferents, seleccionables en volant mitjançant el manettino: "Esportiu", "Humit", "Gel", "Carrera", "CST/OFF"

## Característiques
El F430 té dimensions molt similars al 360: per exemple, la distància entre eixos i l'ample són gairebé idèntics. Compta amb xassís d'alumini i fons pla per incrementar l'estabilitat a altes velocitats i millorar l'aerodinàmica.
El nom F430 es deu al fet que té un motor de 4.3 L de cilindrada..॥॥ És un gasolina V8 a 90° la potència de la qual arriba fins als 490 CV a 8500 rpm, i té 47 kgm de parell motor màxim. El F430 amb carrosseria cupè aconsegueix una velocitat màxima de 315 km/h amb una acceleració de 0 a 100 km/h en 4 s..॥॥ 

## Versions

### F430 Spider
El Ferrari F430 Spider és la versió descapotable del Ferrari F430, presentada en 2006. A causa del seu major pes, el F430 Spider accelera de 0 a 100 km/h en 4,2 segons, encara que la velocitat màxima és idèntica a la del cupè, 315 km/h.

### F430 Challenge
El F430 Challenge és la versió de carreres del F430 per al Ferrari Challenge. El motor segueix intacte però el pes del vehicle ha estat reduït i 
aconsegueix la velocitat màxima de 315 km/h (196 mph). El model de producció va ser 
presentat en el Saló de l'Automòbil de Los Angeles, el 5 de gener de 2005.

### Ferrari 430 Scuderia

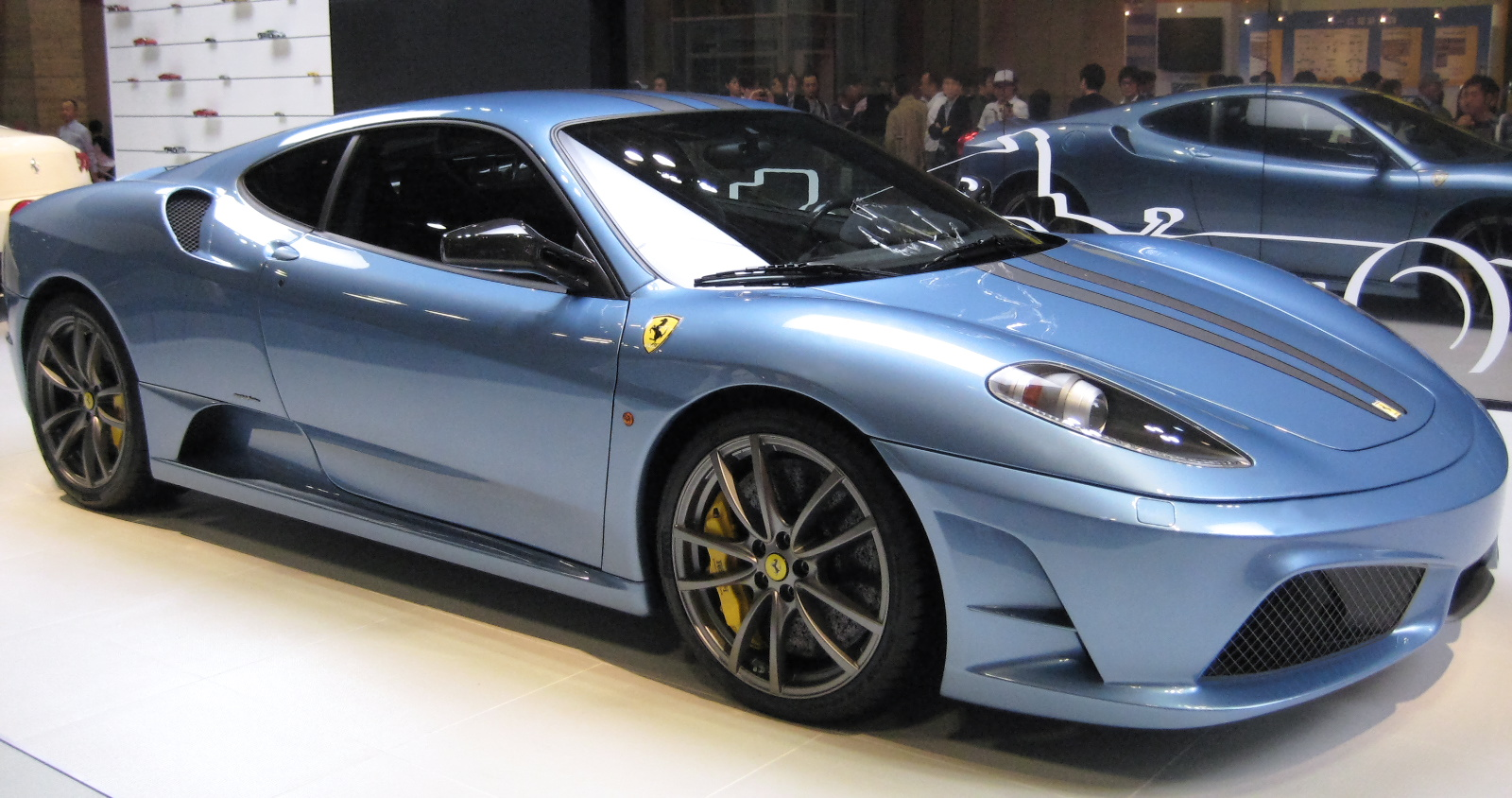
Ferrari 430 Scuderia

Sent el successor en el Desafiament Stradale, el 430 Scuderia va ser presentat per Michael Schumacher en 2007 en el saló de l'automòbil de Frankfurt. Destinat a competir amb cotxes com el Porsche RS i el Lamborghini Gallardo Superleggera (és a dir, súper lleuger), és 100 kg més lleuger i més potent (arriba als 515 CV / 379 kW a 8500 rpm) que la versió normal F430. Per tant, la relació peso/potència es redueix de 2,96 kg/CV a 2,5 kg/CV. A més de les mesures d'estalvi de pes, la transmissió semiautomàtica millora de les prestacions "Superfast", conegut com a 'Superfast2', el programari més ràpid de 60 mil·lisegons. Un nou sistema de control de tracció combina el F1-Trac de tracció i control d'estabilitat, amb la I-CD diferencial electrònic. De 0-100 km/h en menys de 3,6 s, amb una velocitat màxima de 320 km/h..॥॥ 
Les diferències entre el 430 Scuderia i el F430, en el qual es basa, inclouen un nou disseny de la davantera, faldones laterals modificats, les fuites dobles, un difusor posterior revisat, rodes de 19 polzades dissenyades específicament pel 430 Scuderia, graella de fibra de carboni, dues franges de carreres.

## Fitxa tècnica
| Fitxa tècnica           | 4.3                                                                                | 4.3 Scuderia                                                                       |
| Motor                   | V8 a 90°                                                                           | V8 a 90°                                                                           |
| Cilindrada              | 4.308 cc                                                                           | 4.308 cc                                                                           |
| Alimentació             | Injecció Multipunto, Control d'injecció: electrònic                                | Injecció Multipunto, Control d'injecció: electrònic                                |
| Distribució             | 4 vàlvules per cilindre, dos arbres de lleves en cada culata, Distribució Variable | 4 vàlvules per cilindre, dos arbres de lleves en cada culata, Distribució Variable |
| Potència màxima         | 490 CV a 8500 rpm                                                                  | 510 CV a 8500 rpm                                                                  |
| Parell màxim            | 465 Nm a 5250 rpm                                                                  | 470 Nm a 5250 rpm                                                                  |
| Transmissió             | Automàtica, de sis marxes més reversa                                              | Automàtica, de sis marxes més reversa                                              |
| Tracció                 | Posterior                                                                          | Posterior                                                                          |
| Acceleració 0-100 km/h  | 4,0                                                                                | 3,6                                                                                |
| Velocitat màxima        | 315 km/h                                                                           | 320 km/h                                                                           |
| Consum mitjà (l/100 km) | aut (18,3 l/100 km)                                                                | aut (15,7 l/100 km)                                                                |
| Emissions de CO2        | aut (420 g/km)                                                                     | aut (360 g/km)                                                                     |

## Galeria

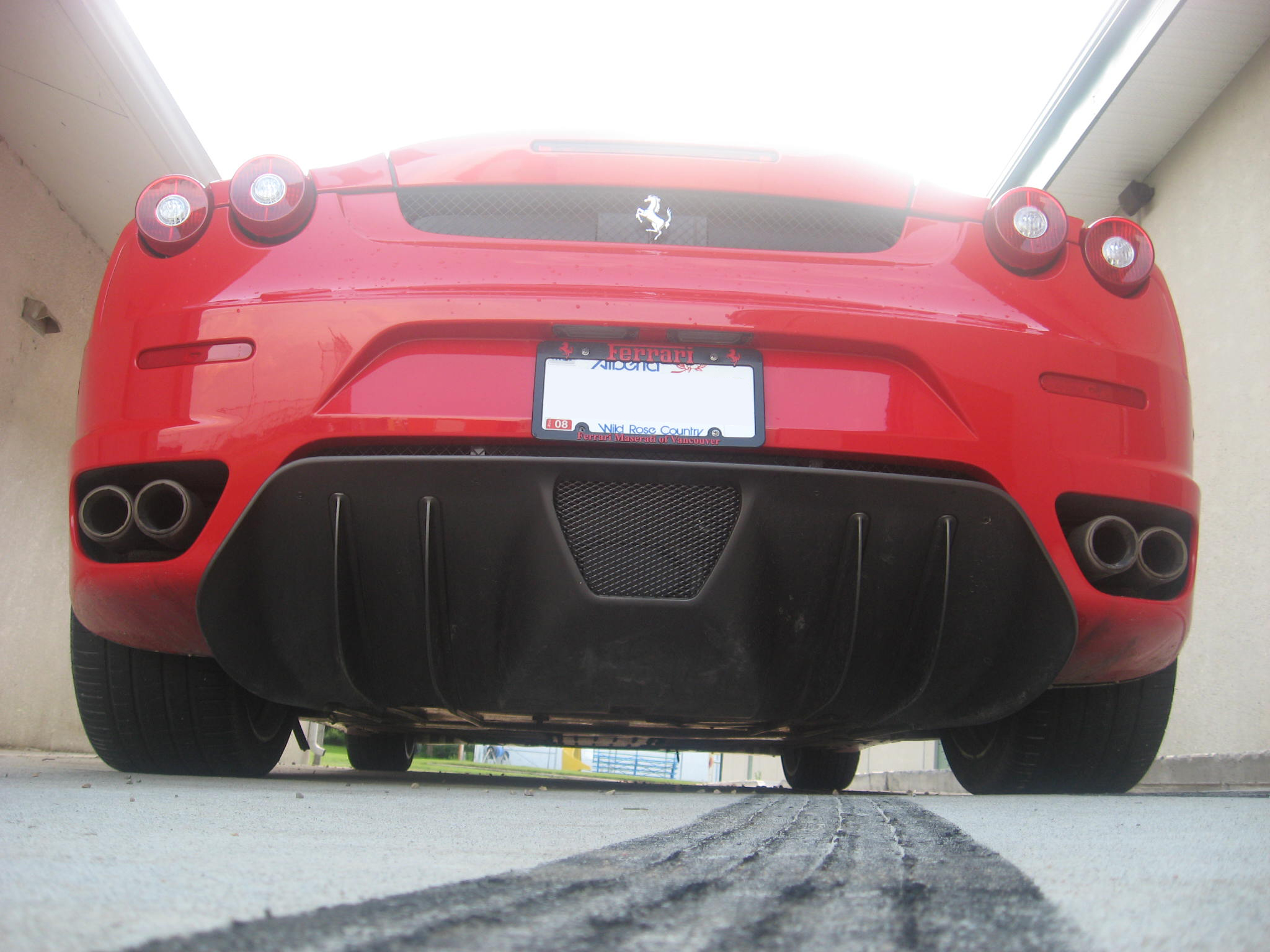
Difusor
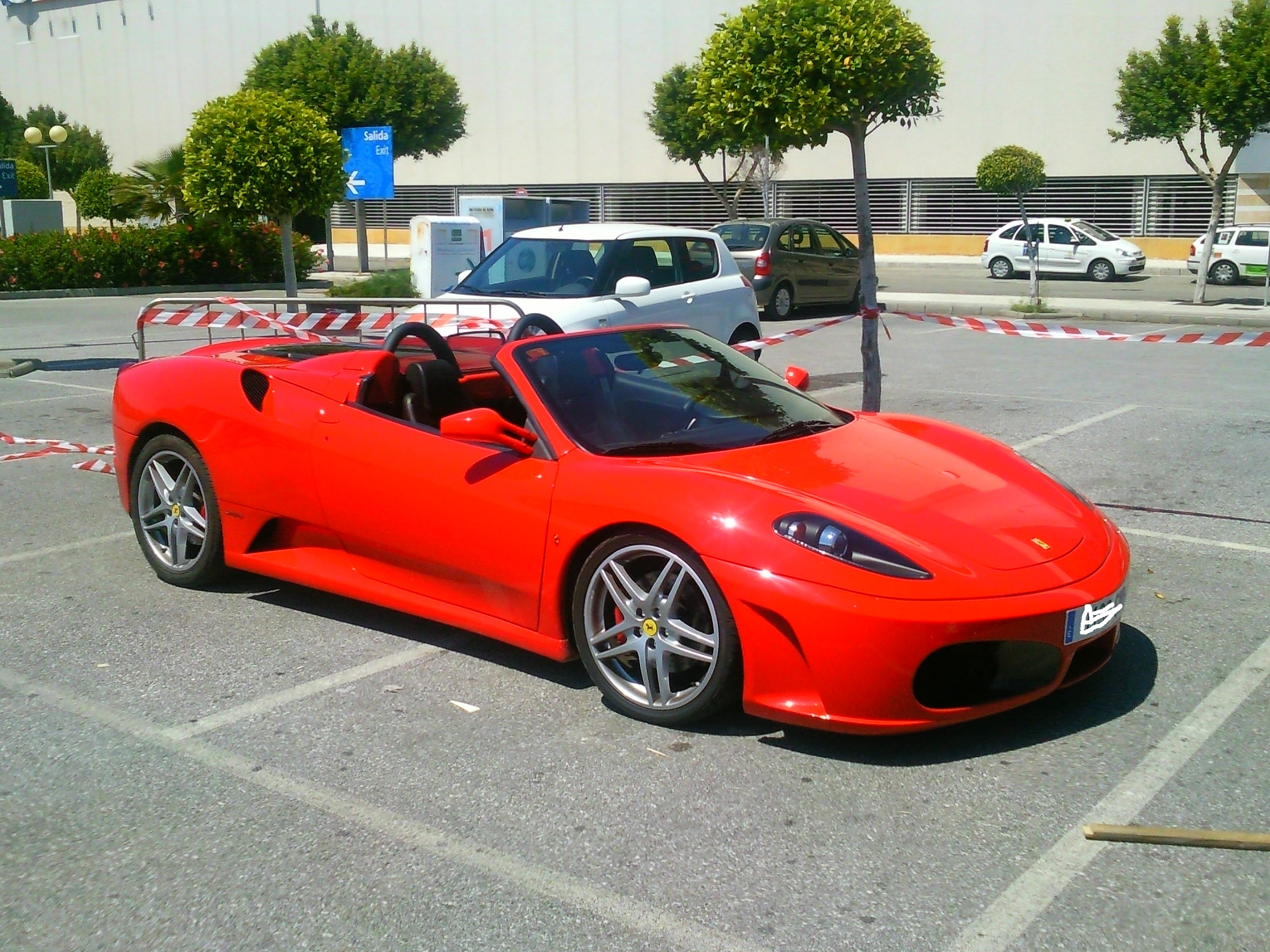
F430 Spider
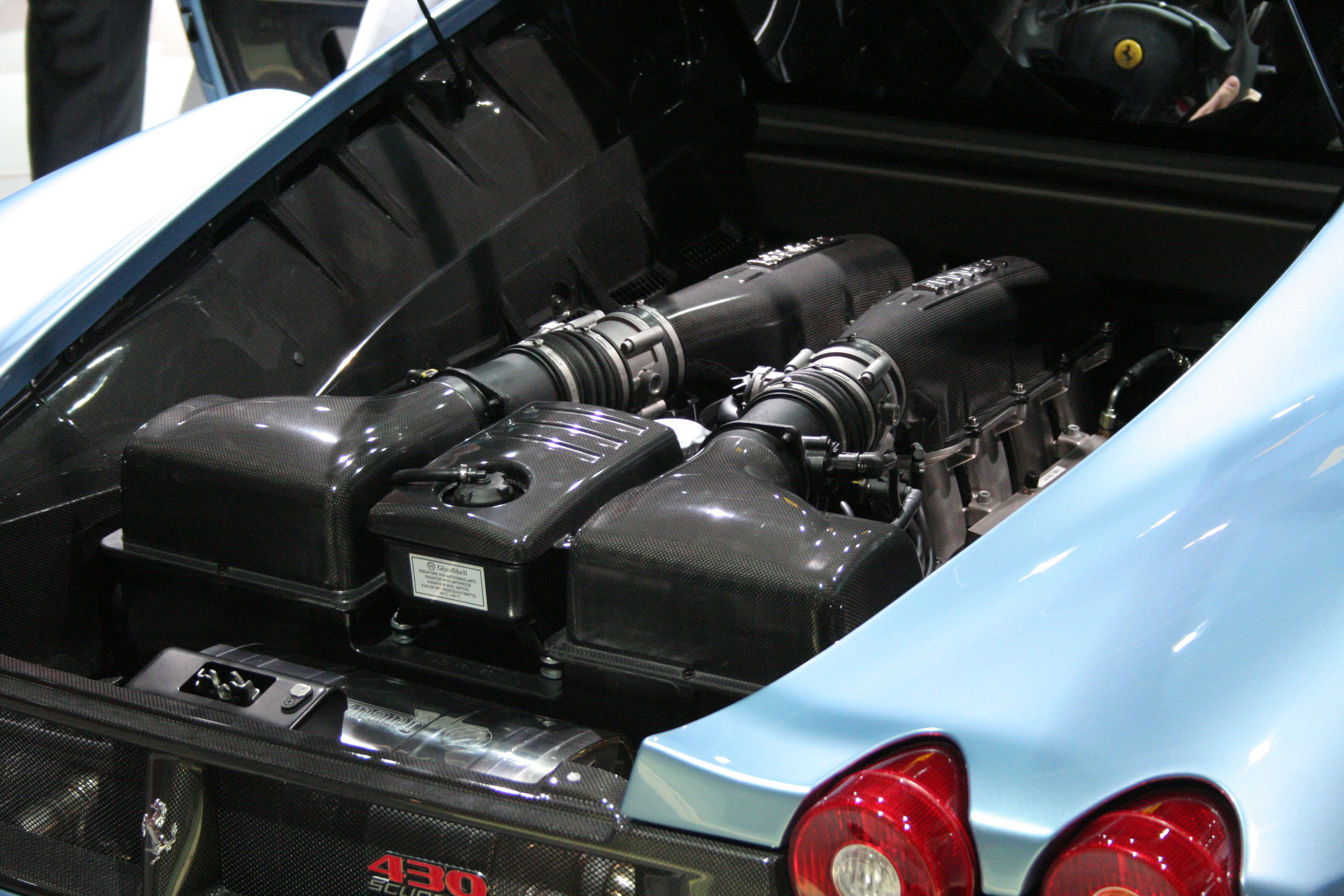
Motor V8 del Ferrari 430 Scuderia.